# Последний кинофестиваль
Последний кинофестиваль (англ. The Last Film Festival) — американский комедийный фильм 2016 года с Деннисом Хоппером, Лили Собески, Катриной Боуден, Крисом Каттаном и Жаклин Биссет в главных ролях. Автор сценария и режиссёр Линда Йеллен. Он был снят в 2010 году. Хоппер умер до окончания съёмок. После длительных задержек фильм наконец был показан в кинотеатрах в Лос-Анджелесе 30 сентября 2016 года, после чего последовал выпуск VOD. Monterey Media приобрела права на распространение в июне 2016 года.
Это было последнее появление Хоппера на экране перед смертью, наряду с Альфой и Омегой, а также последняя роль Собески перед её уходом из кинематографа в 2012 году.

## Описание сюжета
В мире проводится более 4000 кинофестивалей. Куда бы вы пошли, если бы ваш фильм отвергли 3999 из них? Когда малоизвестный кинофестиваль является последней надеждой неудачливого продюсера (Деннис Хоппер), а его «провал» фильма сталкивается с доморощенной невинностью маленького городка Америки, ни один из них никогда не будет прежним. Ник сделает все, чтобы его фильм распространился, в том числе манипулирует своим неблагополучным актёрским составом, чтобы он посетил фестиваль, где голливудские эгоисты весело врезаются в политику маленького городка.

## Роли
- Деннис Хоппер — Ник Твен
- Крис Каттан[англ.] — Харви
- Жаклин Биссет — Клаудия Бенвенути (кинозвезда)
- Доннелл Роулингз[англ.] — Джермен Джонсон
- Лили Собески — Сталкер
- Джобет Уильямс — мэр
- Катрина Боуден — молодая звезда
- Аджим Каба[англ.] — звезда
- Джозеф Кросс[англ.] — агент
- Брайан Берребби — менеджер супермаркета

## Критика
Фильм ещё не получил рейтинга на Rotten Tomatoes, но все четыре оставленных отзыва отрицательные. Тем не менее, было много положительных отзывов из разных источников. Лиз Смит из The New York Social Diary назвала фильм «чрезвычайно забавным инди», а Huffington Post назвала его «бунтом смеха вслух».